# Pistillaria trispora
Pistillaria trispora är en svampart som beskrevs av Corner 1953. Pistillaria trispora ingår i släktet Pistillaria och familjen trådklubbor.   Inga underarter finns listade i Catalogue of Life.